# 560-ті
Завоювання Італії лангобардами.
Раннє Середньовіччя. Триває чума Юстиніана. У Східній Римській імперії завершилося правління Юстиніана I, розпочалося правління Юстина II. Візантійська імперія контролює значну частину володінь колишньої Римської імперії. Франкське королівство розділене між синами  Хлотара I.  Іберію  займає Вестготське королівство. У Тисо-Дунайській низовині припинило існування Королівство гепідів. Утворлилося Лангобардське королівство на частині території сучасної Італії.  В Англії розпочався період гептархії. 
У Китаї період Північних та Південних династій. На півдні править династія Чень, на півночі —  Північна Чжоу та Північна Ці. Індія роздроблена. В Японії триває період Ямато. У Персії править династія Сассанідів. Степову зону Азії та Східної Європи контролює Тюркський каганат.
На території лісостепової України в VI столітті виділяють пеньківську й празьку археологічні культури. VI століття стало початком швидкого розселення слов'ян. У Північному Причорномор'ї співіснують різні кочові племена, зокрема гуни, сармати, булгари, алани, авари.

## Події
- 562 року Візантійська імперія і Персія уклали між собою мир після тривалої війни.
- 567 року лангобарди в союзі з аварами знищили Королівство гепідів.
- 568 року лангобарди перейшли через Альпи на чолі інших германських племен, захопили частину Італії й заснували Лангобардське королівство.
- Тюркський каганат у союзі з персами знищили ефталітів.